# Rose Coghlan
Rose Coghlan, född 18 mars 1851 i Peterborough, England, död 2 april 1932 i Harrison, New York amerikansk skådespelare.

## Filmografi (i urval)
- 1912 - As You Like It
- 1915 - The Sporting Duchess
- 1915 - Thou Shalt Not Kill
- 1916 - The Faded Flower